# Отвал (рабочий орган)

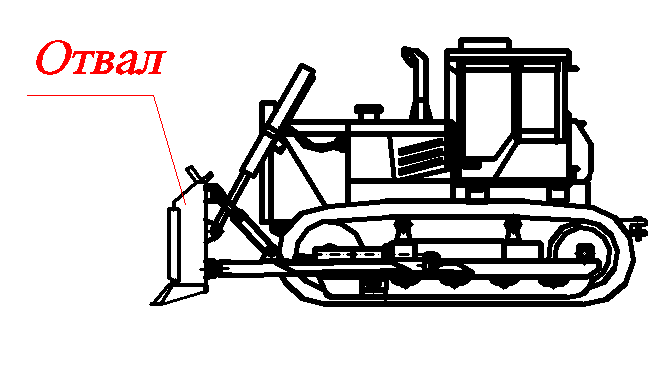
Внешний вид бульдозера с отвалом.

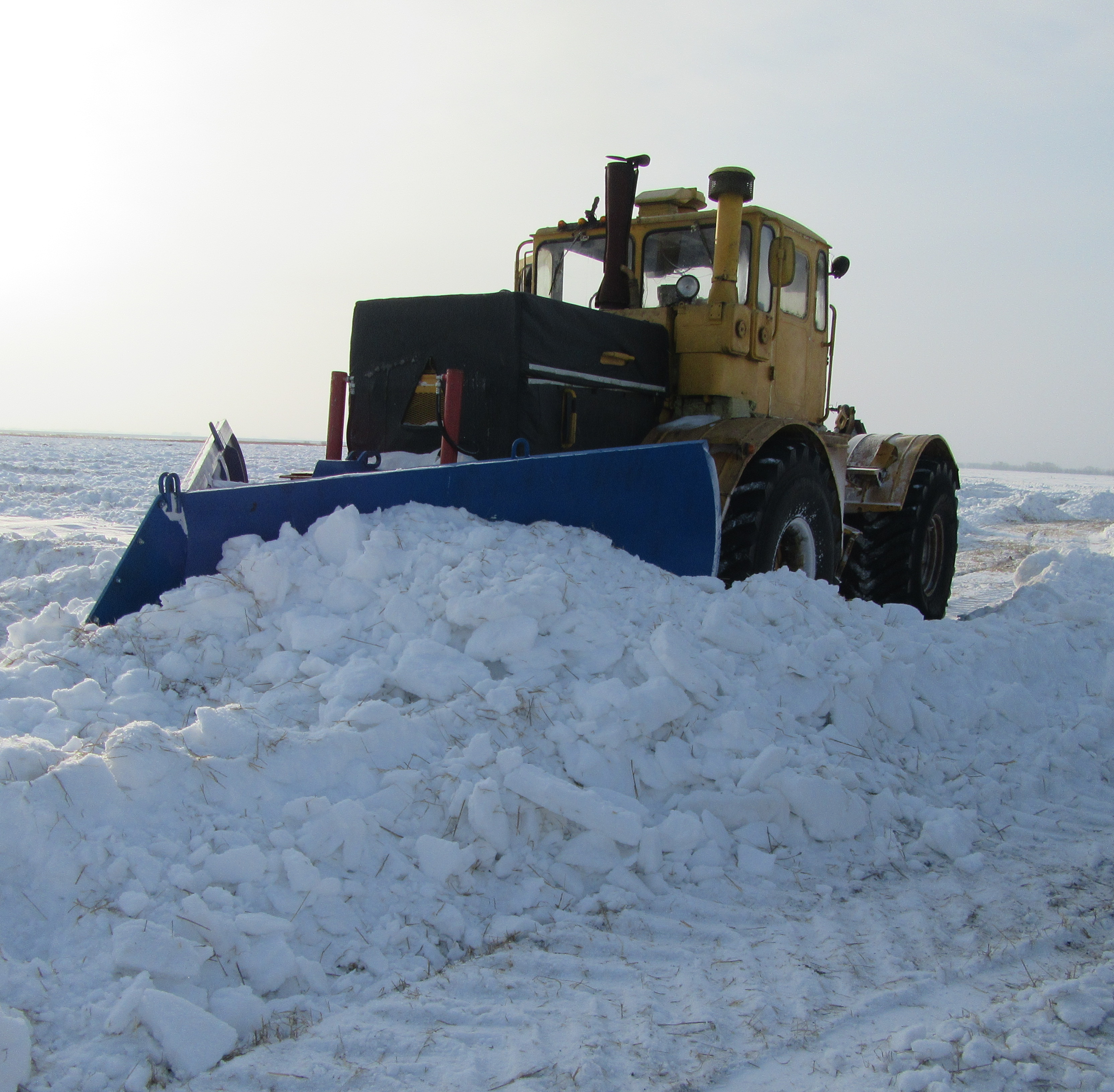
Снегоочиститель плужный двухотвальный на тракторе Кировец К-700.

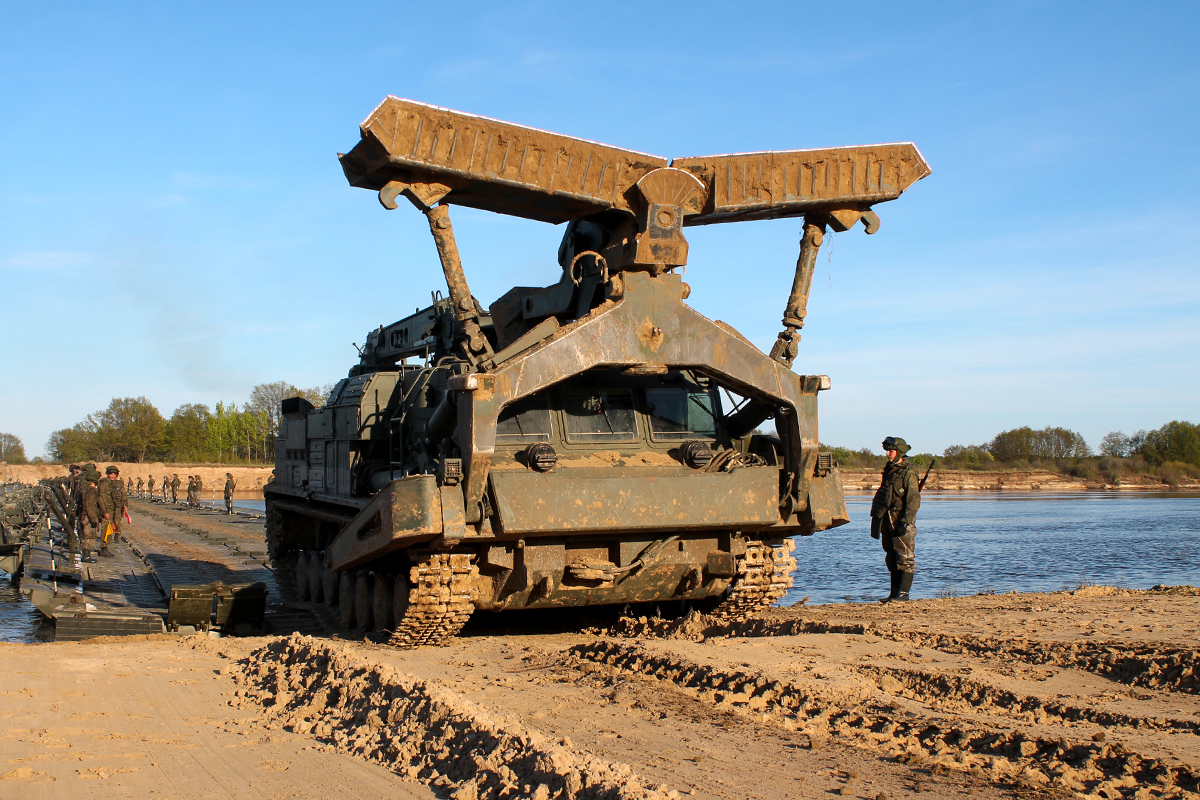
Путепрокладчик БАТ-2 пересекает реку по понтонам наплавного моста в ходе наведения военнослужащими 28-й понмбр переправы через реку Оку в ходе испытания нового понтонно-мостового парка ПП-2005, 15 мая 2017 года.

Отвал — навесное оборудование для бульдозеров, автогрейдеров, погрузчиков, тракторов и автомобилей, используемое для разработки грунтов, снегоуборочных и других работ.
Чаще всего отвал представляет собой сварную металлическую конструкцию коробчатого сечения. Вдоль нижней кромки отвала прикреплены ножи. В настоящий момент существует несколько производителей и иной конструкции — секционных отвалов (ArcticSnow and Ice, Pro-tech, Ami Snow Blades). По бокам отвала приварены «щёки», предназначенные для препятствования рассыпанию перемещаемого материала.

## По типу, использованию, конструкции, механизму
Отвалы различают по типу агрегатируемой машины:
- Тракторные: используются в основном для зачистки городских и сельских территорий. Чаще всего в России используются белорусские отвалы или производства Сальсксельмаш.
- Самосвалы: в комплексе с пескоразбрасывателем и дополнительным навесным оборудованием в виде скоростного и поворотного отвала, представлены как КДМ, используются в содержании федеральных трасс. Лидером в России по производству являются смоленские заводы, в частности, им. Калинина.
- Малотоннажные автомобили: за последние несколько лет Россию наводнили отвалы на малотоннажные автомобили. Универсальность, быстрый монтаж и широкий спектр использования делают данные отвалы наиболее предпочтительным инструментом в борьбе со снегом. В подавляющем большинстве отвалы на малотоннажные автомобили представлены производителями из США. Такие отвалы как Blizzard и Salt Dogg сочетают в себе возможности как скоростных, так и поворотных отвалов.
- Минипогрузчики и фронтальные погрузчики.

По использованию:
- Для содержания дорог в городской черте используют поворотные отвалы, предназначенные для уборки снега на скорости до 40 км/ч.
- Для содержания федеральных трасс используют скоростные отвалы, предназначенные для уборки снега на скорости до 80 км/ч.
- Для содержания площадей и парковок

По конструкции:
- Облегченная
- Комбинированная
- Металлическая
- Секционная

По механизму:
- поворотные (механические и гидромеханические)
- неповоротные

Большая часть мобильных строительных машин являются гидрофицированными. Подъём-опускание и поворот отвала в таких машинах осуществляется силовыми гидроцилиндрами.
В зависимости от выполняемых функций отвалы бывают снегоуборочными (или снежными), буферными, кусторезными, угольными и другими.
Масса отвалов для разных машин колеблется в широких пределах. Например, масса съемного отвала для мотоблока не превышает 10 килограммов, а отвал бульдозеров на базе тракторов ДЭТ-250 имеет массу около 4000 кг.
С помощью отвала машина может перемещать большие объёмы груза за один цикл работы (на небольшие расстояния), однако, в отличие от ковшей, отвалы не пригодны для погрузки грунта на транспортные средства.